# Тібо Батен
Тібо Роджер Батен (фр. Thibo Roger Baeten, нар. 4 червня 2002, Алст, Бельгія) — бельгійський футболіст, нападник нідерландського клубу «Гоу Егед Іглз».

## Ігрова кар'єра

### Клубна
Тібо Батен є вихованцем клубної академії бельгійського «Брюгге». В серпні 2020 року він почав виступи у другій команді «Брюгге» в другому дивізіоні чемпіонату Бельгії. Взимку 2021 року футболіст висловив бажання покинути клуб. Зацікавленість у послугах гравця виявляв інший клуб з міста Брюгге «Серкль Брюгге». Але в січні 2021 року Батен перейшов до нідерландського клубу «Неймеген», з яким підписав контракт до літа 2024 року. В травні 2021 року через перехідний плей - оф Батен разом з клубом виборов підвищення до вищого дивізіону.
Сезон 2021/22 Батен на правах оренди грав в молодіжній команді італійського «Торіно». Наступний сезон футболіст повернувся до Бельгії, де повний сезон грав в оренді в клубі «Беєрсхот». По завершенню терміну оренди «Беєрсхот» підписав з футболістом контракт на постійній основі на три роки. Та вже наступного дня після цього Батен перейшов до нідерландського «Гоу Егед Іглз». Провівши в клубі один сезон, в серпні 2024 року нападник відбув в оренду до клубу Еерстедивізі «Рода», де грав наступний сезон.

### Збірна
У 2019 році в складі юнацької збірної Бельгії (U-17) Батен брав участь у юнацькому чемпіонаті Європи, що проходив в Ірландії. На турнірі нападник відзначився трьома забитими голами.